# 25115 Drago
25115 Drago è un asteroide della fascia principale. Scoperto nel 1998, presenta un'orbita caratterizzata da un semiasse maggiore pari a 2,7991351 UA e da un'eccentricità di 0,0377512, inclinata di 2,78270° rispetto all'eclittica.